# 고산자, 대동여지도
《고산자, 대동여지도》(古山子, 大東輿地圖)는 2016년에 개봉한 대한민국의 역사 드라마 영화이다. 지도 제작자 김정호를 주인공으로 한 박범신의 소설 《고산자》를 영화화한 작품이다. 강우석 감독이 연출했고 차승원이 주인공 김정호 역을, 유준상이 흥선대원군 역을 연기했다.

## 캐스팅
- 차승원 : 김정호 역
- 유준상 : 흥선대원군 역
- 김인권 : 바우 역
- 남지현 : 순실 역
- 남경읍 : 김좌근 역
- 태인호 : 김성일 역
- 신동미 : 여주댁 역
- 공형진 : 신헌 역
- 성지루 : 목격자 역
- 김종수 : 김병학 역
- 이석준 : 정호 부 역
- 박민상 : 어린 김정호 역
- 손성찬 : 사또 역
- 이윤건 : 포도대장 역
- 이석구 : 상선내관 역
- 박기륭 : 김만수 역
- 유민석 : 김판수 역
- 이태검 : 김민재 역
- 이명호 : 홍경래 역
- 지현준 : 종사관 역
- 김도연 : 주모 역
- 한호용 : 여주관아 처형장 종사관 역
- 차청화 : 정호집 마당 아낙 역
- 오희준 : 배식담당 1 역
- 박성균 : 지원대 1 역
- 홍솔 : 금위군 2 역
- 김율호 : 금위군 3 역
- 정준용 : 금위군 4 역
- 여민구 : 정호부 수색대 나졸 2 역
- 민정섭 : 군기시 보부상 역
- 정충구 : 어물장수 역
- 김왕근 : 현감 역
- 크레이그 스미스 : 신부 역
- 성민수 : 필방주인 역
- 김학룡 : 목기장수 역
- 정형석 : 선원 역
- 김흥태 : 옥사 신도남자 1 역
- 이윤상 : 옥사 신도남자 4 역
- 류대식 : 목공 1 역
- 김주황 : 목공 4 역
- 박대규 : 광화문 구경꾼 남자 5 역
- 옥주리 : 광화문 구경꾼 여자 1 역
- 한창현 : 김정호집 보부상 1 역
- 박영준 : 처형장구경꾼 역
- 김도준 : 처형장구경꾼 4 역
- 금광산 : 어가행렬 금군대장 역
- 엄지만 : 비변사 무관 역
- 김용구 : 고리대 사내 역
- 강신구 : 총본상 보부상 2 역
- 강재은 : 천주교집회장 남자신도 6 역
- 추연규 : 토사현 지원대 6 역
- 김성탁 : 어부 1 역
- 강근탁 : 산적 2 역